# Namophila urotepala
Namophila urotepala är en sparrisväxtart som beskrevs av U.Müll.-doblies och D.Müll.-doblies. Namophila urotepala ingår i släktet Namophila och familjen sparrisväxter. Inga underarter finns listade i Catalogue of Life.